# Abaliget
Abaliget je obec v Maďarsku v župě Baranya v okrese Pécs.
Má rozlohu 1609 ha a žije zde 605 obyvatel (2009).

## Pamětihodnosti
- Abaligetská jeskyně – turisticky zpřístupněná krasová jeskyně